# Julija Bakastova
Julija Oleksandrivna Bakastova (in ucraino Юлія Олександрівна Бакастова?; 26 giugno 1996) è una schermitrice ucraina, specializzata nella sciabola.

## Palmarès
- Giochi olimpici

Parigi 2024: oro nella sciabola a squadre.
- Europei

Novi Sad 2018: argento nella sciabola a squadre.